# Olimpia Grodno
Olimpia Grodno est un club biélorusse de basket-ball appartenant au Championnat de Biélorussie féminin de basket-ball, en première division. Le club est basé dans la ville de Grodno.

## Palmarès
- Championnat de Biélorussie : 2007, 2009

## Joueuses célèbres ou marquants
- Maryia Papova